# Stocken
För Stockholmstidningen, se Stockholmstidningen.
Stocken är en småort i Morlanda socken på Orust.

## Historia
Stocken var och är belägen i Morlanda socken och ingick efter kommunreformen 1862 i Morlanda landskommun. I denna inrättades för orten 18 november 1910 Stocken municipalsamhälle som sedan upplöstes 31 december 1959.